# Konrad Laimer
Konrad Laimer (Salzburg - 27 de maio de 1997) é um futebolista austríaco que atua como meio-campista. Atualmente, joga no Bayern de Munique.

## Carreira

### Clube
Laimer é um expoente da juventude do FC Red Bull Salzburg . Ele fez sua estreia na Erste Liga pelo FC Liefering em 2 de maio de 2014, contra o SV Horn . Ele fez sua primeira estreia na equipe em 28 de setembro de 2014 contra o SK Rapid Wien . Ele substituiu Alan na prorrogação.
Em 30 de junho de 2017, Laimer ingressou no RB Leipzig em um contrato de quatro anos.
O negócio de Laimer estava para terminar em 2021, mas agora ele assinou uma extensão do contrato até 2023.
Bayern
Em 7 de junho de 2023, Laimer assinou uma transferência gratuita para o Bayern válido até junho de 2027.

### Seleção
Laimer recebeu sua primeira ligação para o time sênior da Áustria para as eliminatórias da Copa do Mundo da FIFA 2018 contra o País de Gales e a Geórgia em setembro de 2017.
Ele fez sua estreia em 7 de junho de 2019 em uma qualificação para o Euro 2020 contra a Eslovênia, como titular.

## Títulos
RB Salzburg
- Campeonato Austríaco: 2013–14, 2014–15, 2015–16, 2016–17
- Copa da Áustria: 2013–14, 2014–15, 2015–16, 2016–17

RB Leipzig
- Copa da Alemanha: 2021–22, 2022–23

Bayern de Munique
- Bundesliga: 2024–25[7]
- Supercopa da Alemanha: 2025[8]